# Пясек (Західнопоморське воєводство)
Пясек (пол. Piasek, нім. Peetzig) — село в Польщі, у гміні Цединя Грифінського повіту Західнопоморського воєводства.
Населення — 475 осіб (2011).
У 1975-1998 роках село належало до Щецинського воєводства.

## Демографія
Демографічна структура станом на 31 березня 2011 року:
|          | Загалом | Допрацездатний вік | Працездатний вік | Постпрацездатний вік |
| -------- | ------- | ------------------ | ---------------- | -------------------- |
| Чоловіки | 233     | 46                 | 163              | 24                   |
| Жінки    | 242     | 43                 | 155              | 44                   |
| Разом    | 475     | 89                 | 318              | 68                   |